# Fernand Robidoux
Pour les articles homonymes, voir Robidoux.
Fernand Robidoux, né à East Angus (Québec) le 17 janvier 1920 et mort à Montréal le 20 septembre 1998 à l'âge de 78 ans, est un animateur de radio et chanteur québécois. Il est reconnu pour avoir été un des  premiers interprètes à enregistrer des chansons originales québécoises mais surtout comme un précurseur de la promotion de la chanson du Québec. Il est aussi le père du musicien Michel Robidoux.

## Biographie
Fernand Robidoux amorce sa carrière d'annonceur à la radio de Sherbrooke en 1938, accompagné par sa femme Jeanne Couët. Le couple fait, par la suite, ses débuts à Montréal à CKAC en octobre 1940. Après un passage dans l'armée, Fernand Robidoux anime Pierre et Pierrette (CKAC) avec Marie-Thérèse Lenoir, une émission présentée quatre fois la semaine et qui connaît beaucoup de succès pendant plusieurs années.
En 1945, Fernand Robidoux écrit les paroles françaises et enregistre la chanson Je croyais qui restera le succès le plus important de sa carrière. Afin de promouvoir la chanson québécoise, il met sur pied la revue Coquetel ‘46 qui propose des chansons québécoises originales défendues par des vedettes locales, dont Jean Lalonde, Marie-Thérèse Lenoir et Lucille Dumont, ainsi que de nouveaux venus dont André Rancourt, Jacqueline Plouffe, Gérard Paradis, Denise Filiatrault et René Caron, en tout près de soixante artistes, comprenant un orchestre de quinze musiciens. Présentée au Monument-National en mai 1946, la Revue connaît un grave échec financier.
En 1947, Fernand Robidoux anime à CKAC l'émission La boîte à chansons où il présente des compositions d'auteurs québécois. 
Fernand Robidoux connaît beaucoup de succès avec l'enregistrement de versions françaises de succès américains, alors que RCA Victor ne lui permet pas d'enregistrer du matériel québécois. C'est pourquoi, à l'invitation de Jacques Labrecque, il se rend à Londres en juillet 1949 et enregistre 22 chansons québécoises (dont quatre écrites par Raymond Lévesque) pour le compte de la compagnie London. Même si l'entreprise ne connut pas un grand succès, cet album est considéré comme un des premiers enregistrements de chansons originales québécoises dans le domaine de la chanson de variétés. 
Il s'associe à Robert L'Herbier en 1949 pour mettre sur pied le Grand prix de la chansonnette canadienne. Son travail pionnier, qui comprend également la mise sur pied de concours, permet la découverte de nombreux talents musicaux. Plus tard à l'automne de la même année (octobre 1949), Fernand Robidoux débute l'animation de Reine d'un soir diffusé en direct du Café Saint-Jacques sur les ondes de CKVL (Montréal).
Dans les années 1950, il chante dans plusieurs cabarets montréalais, notamment à la Casa Loma, au Café Domino et à la boîte La Cave. Dans les années qui suivent, Fernand Robidoux fait carrière dans la presse écrite, entre autres comme chroniqueur artistique au Journal de Montréal. 
Il devient par la suite recherchiste pour des émissions de télévision, dont C'était l'bon temps à CFTM au milieu des années 1970.

## Discographie
- Fernand Robidoux (1957, Olympic, OLR 70).

- Je croyais (1964, RCA Victor Gala, CGP 174, Compilation).

- Chante Raymond Lévesque (1990, Disque Trente-trois, 112).

- Fernand Robidoux - Collection Québec Info Musique

(2005, Expérience, EXP2-110, Compilation). 
Je croyais; La nuit a des yeux d'étoiles; Je rêve de vos yeux, madame; Et Mimi; Moi, si j'étais vous; Sans vous; Robin des Bois; Notre anniversaire; Quand il neige; J'ai trouvé Paris; Big bad boy; Dans les plaines du Far West; Le marchand de bonheur; Doux souvenirs; Flâner; Le cœur du bon Dieu; Miarka; La nuit s'en vient; Le vieux de mon village.

## Sources
- Québec info Musique
- Fiche de Fernand Robidoux